# Rangabali
Rangabali è un sottodistretto (upazila) del Bangladesh situato nel distretto di Patuakhali, divisione di Barisal. Istituito nel 2011, si estende su una superficie di 470,12 km² e conta una popolazione di 86.819 abitanti (dati 2011)